# To the evening child
To the evening child is een studioalbum van Stephan Micus. Het album is opgenomen in de MCM Studio.

## Musici
- Stephan Micus – stem, steeldrums, dilruba, suling, kortholt, ney, sinding,

## Muziek
| Nr. | Titel                                               | Duur |
| --- | --------------------------------------------------- | ---- |
| 1.  | To the evening child (part 1: Nomad song)           | 8:58 |
| 2.  | To the evening child (part 2: Yuko’s eyes)          | 5:51 |
| 3.  | To the evening child (part 3: Young moon)           | 5:58 |
| 4.  | To the evening child (part 4: To the evening child) | 9:30 |
| 5.  | To the evening child (part 5: Morgenstern)          | 2:08 |
| 6.  | To the evening child (part 6: Equinox)              | 9:47 |
| 7.  | To the evening child (part 7: Desert poem)          | 4:11 |